# Аристофан
Аристофа́н (др.-греч. Ἀριστοφάνης; родился около 446 года до н. э. — умер между 387 и 380 годом до н. э., Афины) — древнегреческий комедиограф. Древние греки называли Аристофана просто «комиком», подобно тому, как Гомер был известен под именем «поэта».

## Очерк биографии
Свою первую комедию Аристофан поставил в 427 году до н. э., но ещё под чужим именем. Когда год спустя он осмеял в своих «Вавилонянах» могущественного демагога Клеона, назвав того кожевником, последний обвинил его перед советом в том, что он в присутствии уполномоченных от союзных государств порицал и выставил в смешном виде политику Афин. Позднее Клеон выдвинул против него довольно обычное в Афинах обвинение в незаконном присвоении звания афинского гражданина. Аристофан, как говорят, защищался перед судом стихами Гомера:
Мать уверяет, что сын я ему, но сам я не знаю:

Ведать о том, кто отец наш, наверное, нам невозможно.
Аристофан отомстил Клеону, жестоко напав на него в комедии «Всадники» (др.-греч. Ἱππεῖς). Влияние этого демагога было столь велико, что никто не согласился делать маску для Пафлагонца, напоминающую Клеона, а образ Пафлагонца был изображён настолько отталкивающим, что эту роль вынужден был играть сам Аристофан. Нападки на Клеона появляются и в последующих комедиях.

## Литературное наследие
По своим политическим и нравственным убеждениям Аристофан был приверженцем старины, суровым защитником старых верований, старых обычаев, науки и искусства. Отсюда его язвительные насмешки над Сократом или, вернее, над умствованиями софистов в «Облаках», его беспощадные нападки на Еврипида в «Лягушках» и других комедиях. Свобода древней комедии давала широкий простор для сатиры, а смелость и фантазия Аристофана сделала такое безграничное применение из этой свободы, что он ни перед чем не останавливался, если предмет заслуживал осмеяния. Он не щадил даже афинский демос, смело бросал ему в лицо обвинения в малодушии, легкомыслии, в падкости до льстивых речей, глупой доверчивости, заставляющей его вечно питать надежды и вечно разочаровываться. Эта безграничная свобода слова составляла вообще характеристическую черту древней комедии, в которой долгое время видели один из оплотов демократии; но уже во время Пелопоннесской войны на неё были наложены некоторые стеснения. Около 415 г. был проведён закон, несколько ограничивавший необузданную свободу осмеяния личности. Драматические произведения Аристофана служат верным зеркалом внутреннего быта тогдашней Аттики, хотя выводимые в них фигуры и положения часто представлены в извращённом, карикатурном виде. В первом периоде своей деятельности он преимущественно изображал общественную жизнь и её представителей, тогда как в более поздних его комедиях политика отступает на задний план. Под конец жизни он поставил (под именем своего сына) пьесу «Кокалос» (Κώκαλος), в которой молодой человек соблазняет девушку, но затем женится на ней, узнав кто она родом. Этой пьесой, как признавали уже древние, Аристофан положил начало новой комедии.
Аристофан был мастером стихосложения; его именем назван особый вид анапеста (каталектический тетраметр, metrum Aristophanium). Этот размер употребляется в страстной, возбуждённой речи. В комедии «Женщины в народном собрании» Аристофан придумал неологизм, который является самым длинным из известных древнегреческих слов (состоит из 171 буквы) :
λοπαδοτεμαχοσελαχογαλεο-
κρανιολειψανοδριμυποτριμματο-
σιλφιοκαραβομελιτοκατακεχυμενο-
κιχλεπικοσσυφοφαττοπεριστερα-
λεκτρυονοπτοκεφαλλιοκιγκλοπε-
λειολαγῳοσιραιοβαφητραγα-
νοπτερύγων

## Произведения Аристофана
Из 44 комедий, написанных Аристофаном, сохранились тексты 11:
- Ахарняне
- Всадники
- Осы
- Мир
- Облака (вторая версия)
- Птицы
- Лисистрата
- Женщины на празднике Фесмофорий
- Лягушки
- Женщины в народном собрании
- Плутос (сохранилась во второй редакции).

Все эти комедии принадлежат к лучшим произведениям античной сцены. Чтобы понять их, нужно хорошо представлять себе быт греков и историю того времени; только тогда читатель будет в состоянии достойно оценить остроумные намёки, тонкий сарказм, мастерство и глубину замысла и исполнения, равно как другие красоты формы, доставившие Аристофану великую славу художника слова.
О не сохранившихся произведениях Аристофана современники делают вывод, исходя из упоминаний и фрагментов-цитат у других авторов. В общей сложности сохранилось не меньше 980 таких фрагментов. Авторство четырёх пьес вызывает у антиковедов сомнения.
- Пирующие (др.-греч. Δαιταλεῖς), 427 год до н. э.[8][9];
- Вавилоняне (др.-греч. Βαβυλώνιοι), 426 год до н. э.[10][9];
- Земледельцы (др.-греч. Γεωργοί), 424 год до н. э.[11];
- Облака (др.-греч. Νεφέλαι), первая версия, 423 год до н. э.[9];
- Драмы, или Кентавр, до 422 года до н. э.;
- Пробное состязание, 422 год до н. э.;
- Грузовые суда, предположительно 420-е годы до н. э.;
- Времена года;
- Мир, вторая версия;
- Герои, примерно 415 год до н. э.;
- Амфиарай (др.-греч. Ἀμφιάραος), 414 год до н. э.[12];
- Трифал, примерно 411 год до н. э.;
- Женщины с Лемноса, конец 410-х годов до н. э.;
- Геритады (др.-греч. Γηρυτάδης), примерно 407 год до н. э.[13];
- Острова (в этом случае авторство Аристофана оспаривается);
- Любители жареного;
- Богатство, первая версия;
- Данаиды;
- Анагир (др.-греч. Ἀνάγυρος)[14];
- Финикиянки;
- Дедал (др.-греч. Δαίδαλος)[15];
- Творчество (авторство Аристофана оспаривается);
- Полиид;
- Кокал;
- Женщины на празднике Фесмофорий, вторая версия;
- Захватчицы мест;
- Старость;
- Аисты;
- Тельмесцы;
- Драмы, или Ниоб (авторство Аристофана оспаривается);
- Дионис, потерпевший кораблекрушение (авторство Аристофана оспаривается);
- Эолосикон (др.-греч. Αἰολοσίκων), первая версия[16];
- Эолосикон (др.-греч. Αἰολοσίκων), вторая версия, 386 год до н. э.[16]

## Рецепция
Аристофан считался «отцом комедии» уже в античные времена. Приписываемая Платону эпиграмма говорит: «музы устроили себе в нём приют». Гёте отзывался об Аристофане как о «неблаговоспитанном любимце муз», и с точки зрения европейского читателя это совершенно верно. Остроты Аристофана часто казались читателям Нового времени грубыми и неблагопристойными, его выражения слишком обнажены и нечистоплотны, чтобы образованные люди с их чувством изящного, не подкупленные красотою языка, могли находить в них художественное наслаждение. Эта грубость принадлежала не лично Аристофану, а всей тогдашней эпохе, привыкшей называть вещи их настоящим именем.

## Публикации

### Переводы
- В серии «Loeb classical library» пьесы изданы под № 178, 488, 179, 180, 502 (фрагменты).
- В серии «Collection Budé» сохранившиеся комедии изданы. Архивировано 28 ноября 2012 года. в 5 томах

Русские переводы (см. также в статьях об отдельных пьесах):
- Облака, комедия Аристофана, на афинском театре в первый раз представленная во время большого Дионисиева празднества в первом году LXXXIX Олимпиады (в 425 году до Р. Х. по счислению Ньютона), паралл. текст / Вступ. ст. и пер. И. М. Муравьёва-Апостола. — СПб.: Тип. Н. Греча. — 1821. — 314 с.
- Комедии Аристофана. / Пер. с греч. М. Арто, пер. с франц. В. Т. — СПб., 1897. — 619 с.
- Аристофан. Комедии. / Пер. А. И. Пиотровского. В 2 т. Т. 1. — М.-Л.: Academia. 1934. — 585 с.
- Аристофан. Комедии. / Пер. А. И. Пиотровского. В 2 т. Т. 2. — М.-Л.: Academia. 1934. — 641 с.
- Аристофан. Комедии. В 2 т. / Общ. ред. Ф. А. Петровского и В. Н. Ярхо (включает новые переводы: «Ахарняне» и «Птицы» С. Апта, «Всадники» К. Полонской, «Лягушки» Ю. Шульца). — М.: Гос. изд. худ. лит. 1954. — Т. 1. 452 с.; Т. 2. 504 с.
- Аристофан. Комедии. / Пер. А. И. Пиотровского [М., 1934]. Фрагменты. / Пер. М. Л. Гаспарова. Изд. подг. В. Н. Ярхо. Отв. ред. М. Л. Гаспаров. — М.: Наука-Ладомир, 2000. — (Литературные памятники). — 1080 с.

### Исследования
- Шестаков Д. П. Опыт изучения народной речи в комедии Аристофана. — Казань, 1912. — 274 с.
- Ярхо В. Н. Аристофан. (К 2400-летию со дня рождения). — М.: ГЛИ, 1954. — 135 с. — 20000 экз.
- Головня В. В. Аристофан. — М.: Издательство АН, 1955. — 184 с. — 10000 экз.
- Соболевский С. И. Аристофан и его время: (К 2400-летию со дня рождения Аристофана). — М.: Издательство АН, 1957. — 420 с. — 6000 экз.
- Аристофан. К 2400-летию со дня рождения Аристофана. Сборник статей (включает статью С. И. Соболевского «Античные комментарии к пьесам Аристофана»). — М.: Изд-во МГУ, 1956. — 197 с. — 6000 экз.
- Гусейнов Г. Ч. Аристофан. — М.: Искусство, 1988. — (Жизнь в искусстве). — 270 с. — 50000 экз.
- Гаврилов А. К. Учёная община сократиков в «Облаках» Аристофана // Некоторые проблемы истории научной науки. Сборник научных работ. — Л., 1989. — С. 62—77.
- Гаврилов А. К. Аристофан. Плутос. Ст. 45—47: Опыт толкования // Вестник ЛГУ. 1975. — № 8, Вып. 2. — С. 124—131.
- Клячко Н. Б. Аристофан о комедии // Древнегреческая литературная критика. — М., 1975. — С. 304—318.
- Паблос И. А. Аристофан: исторический роман. — М.: Проект-Ф, 2007. — 278 с.
- Hall, Edith and Wrigley, Amanda (2007), Aristophanes in Performance 421 BC-AD 2007: Peace, Birds and Frogs, Legenda (Oxford)
- Silk, M.S. (2002), Aristophanes and the Definition of Comedy, Oxford University Press
- Скворцов А. М., Любчанский И. Э. Комедии Аристофана о тенденции изменения положения женщины в Афинах конца V — начале IV вв. до н. э. // Адам и Ева. Альманах гендерной истории. — М., 2007 — № 14. — С. 113—121.

### Схолиик Аристофану
- Схолии к Аристофану: издание Дюбнера (1855). Архивировано 28 ноября 2012 года.
- Схолии к Аристофану по равеннской рукописи: издание и английский перевод У. Г. Резерфорда (1896):
  - Vol. I. Плутос. Облака. Лягушки. Птицы. Архивировано 28 ноября 2012 года..
  - Vol. II. Всадники. Мир. Лисистрата. Ахарняне. Осы. Женщины на празднестве Фесмофорий. Женщины в народном собрании. Архивировано 28 ноября 2012 года.
  - Vol. III. Исследование. Архивировано 28 ноября 2012 года.